# 小行星7896
小行星7896（英語：7896 Svejk）是一颗围绕太阳公转的小行星。1995年3月1日，茲德內克·莫拉維克在克列特发现了此天体。
这颗小行星的绝对星等为140.8440910802323等。